# Фердинанд Хелфрих фон Мегау
Фердинанд Хелфрих фон Мегау (на немски: Ferdinand Helfrich /Helfried von Meggau; * 1533; † 10 юли 1587, Линц) е австрийски фрайхер на Мегау и държавен хауптман.

## Живот
Той е син на Хелфрид фон Мегау цу Кройтцен († 6 февруари 1539, Линц) и съпругата му Вероника фон Майнбург, дъщеря на Фердинанд фон Майнбург и Урсула фон Хоенберг († 1492). Внук е на Каспар фон Мегау († 1506) и Анна Бок фон Бокенщайн.
Старата фамилия Мегау проилиза от Майсен и служи на Хабсбургите по времето на император Максимилиан I и запазва католическата си вяра.
Фердинанд Хелфрих е издигнат на 12 октомври 1571 г. на фрайхер. Той умира на 52 години на 10 юли 1585 г. в Линц. Синовете му са издигнати на 10 октомври 1619 г. на имперски граф.

## Фамилия
Първи брак: на 20 май 1576 г. с фрайин Сузана Вероника фон Харах (* 1558; † сл. 12 юни 1617), дъщеря на фрайхер Леонхард IV фон Харах-Рорау (1514 – 1590) и Барбара фон Виндиш-Грец (ок. 1520 – 1580). Те имат три деца:
- Леонхард Хелфрид фон Мегау (* 1577, Бад Кройцен, Горна Австрия; † 23 април 1644, дворец Грайнбург, Грайн, Горна Австрия), от 1619 г. имперски граф на Мегау, женен I. на 26 януари 1598 г. във Виена за фрайин Анна Сузана Куен фон Белази († 1628), II. на 18 юни 1938 г. в Берлин за графиня Поликсена фон Лайнинген-Дагсбург (* 1617; † 8 януари 1668)
- Фердинанд Хелфрих Балтазар фон Мегау (* ок. 1581; † 8 ноември 1620), става граф на 10 октомври 1619 г., женен 1617 г. за ландграфиня Естер (Естера) фон Зулц (* 1592, Майнсберг; † сл. 17 септември 1623)
- Сузана Вероника фон Мегау (1580 – 1648), омъжена на 30 април 1604 г. за граф Паул Сикст III фон Траутзон (* ок. 1547; † 30 юли 1621)

Втори брак: с Урсула Гингер. Те имат една дъщеря:
- Анна Мария фон Мегау, омъжена на 11 октомври 1558 г./ 28 април 1579 г. в Енс за фрайхер Зигизмунд фон Ламберг (* 28 април 1536; † 18 ноември 1619, Кицбюел)